# Kazenska odgovornost
Kazenska odgovornost je odgovornost vsake pravne in fizične osebe, ki je storila kaznivo dejanje.

## Kazenski zakonik
15. člen Kazenskega zakonika Republike Slovenije opredeljuje kazensko odgovornost in pravi:
1. Kazensko odgovoren je storilec, ki je prišteven in kriv.
2. Kriv je storilec, ki je storil kaznivo dejanje z naklepom ali iz malomarnosti, pri tem pa se je zavedal ali bi se moral in mogel zavedati, da je njegovo dejanje prepovedano.
3. Za kaznivo dejanje, storjeno iz malomarnosti, je storilec odgovoren samo, če zakon tako določa.